# Carrhotus sannio
Carrhotus sannio är en spindelart som först beskrevs av Tord Tamerlan Teodor Thorell 1877.  Carrhotus sannio ingår i släktet Carrhotus och familjen hoppspindlar. Inga underarter finns listade.